# Evangelický kostel (Mokřiny)
Evangelický kostel v Aši-Mokřinách je původně luteránský německý kostel (Kaiser-Franz-Josef-Jubiläumskirche, Jubilejní kostel císaře Františka Josefa), který přechodně užívala česká pravoslavná církev. V současné době slouží Českobratrské církvi evangelické. Vystavěn byl v letech 1912–1914.

## Historie

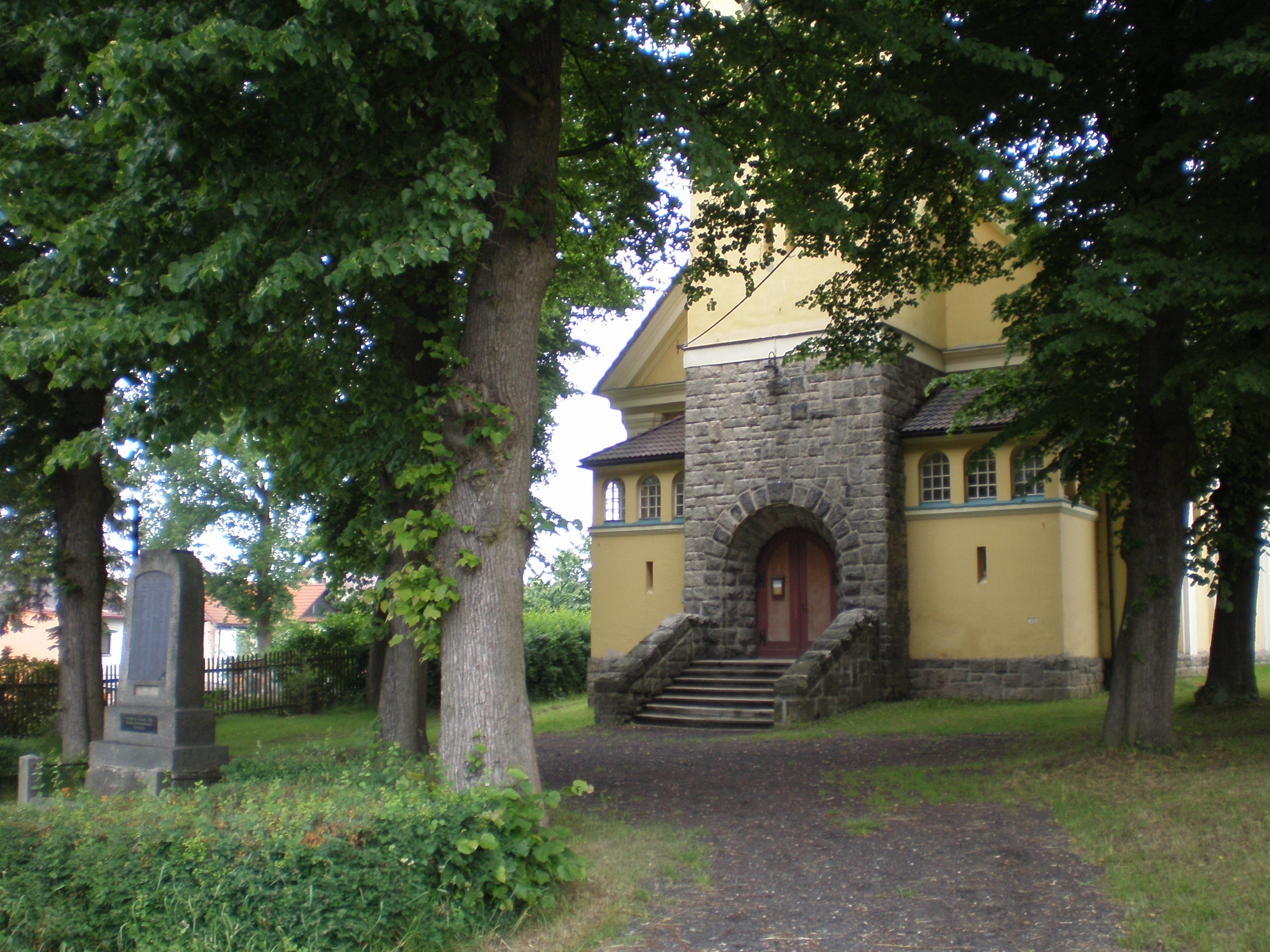
Pomník před vstupem do kostela

Obec Mokřiny (Nassengrub) náležela k evangelickému sboru v Aši. Roku 1907 byl založen spolek pro stavbu nového evangelického kostela v Mokřinách (Kirchenbau-Verein in Nassengrub). Projekt kostela vypracoval na přelomu let 1911 a 1912 významný berlínský architekt Otto Bartning. Dne 14. července 1912 byl slavnostně položen základní kámen ke kostelu. Hrubá stavba byla dokončena na jaře 1913 a vysvěcení dokončené stavby se konalo 29. listopadu 1914. 
Kostel byl původně pojmenován jako Jubilejní kostel císaře Františka Josefa (Kaiser-Franz-Josef-Jubiläumskirche). Roku 1929 prošel kostel pod vedením mokřinského stavitele Geipela renovací fasády a také elektrifikací. V červnu 1937 byly slavnostně spuštěny elektrické věžní hodiny od firmy Kohlert z Kraslic. 
Poslední německé evangelické bohoslužby se v kostele konaly 30. září 1946. Po likvidaci Německé evangelické církve v Čechách, na Moravě a ve Slezsku byl kostel předán do užívání pravoslavné církvi, která jej vysvětila jako chrám sv. Cyrila a Metoděje. V období normalizace však kostel přestal sloužit bohoslužebným účelům a postupně chátral. V létě 1989 se dokonce zřítila část střechy. Během let 1992–1996 prošel opravami. 
V roce 1994 byl kostel převeden Farnímu sboru Českobratrské církve evangelické v Aši, v jehož užívání je dodnes.

## Popis
Mokřinský evangelický kostel je jednolodní neorientovaný kostel na obdélném půdorysu s pravoúhlým presbytářem na severozápadě a hranolovou věží nad vstupním průčelím. Barevnost celé stavby je provedena ve žlutém okru (plochy) a lomené bílé barvě (pilastry a římsy).
Před kostelem se nachází památník obětem první světové války, který byl postaven v roce 1924.

## Architektonický ráz
Z architektonického hlediska představuje mokřinský kostel směsici historizujících a moderních proudů s výrazným užitím tradičního tvarosloví. Kostel tak svým zevnějškem, zejména věží, připomíná tzv. ašské evangelické baroko, které dnes představují kostel v Hranicích a Kostel Dobrého pastýře v Podhradí a rovněž již zaniklý evangelický kostel sv. Trojice v Aši, pod který mokřinská kazatelská stanice spadala. Ačkoliv se kostel nevyznačuje příliš invenčním řešením, jako je tomu u Bartningových pozdějších staveb, jedná se o kvalitně pojatou stavbu dochovanou ve své původní podobě a doklad tvůrčího hledání mladého architekta evropského formátu.